# 鬼屋魔影 (2024年游戏)
《鬼屋魔影》是由瑞典开发团队Pieces Interactive开发的生存恐怖游戏。本作为1992年《鬼屋魔影》的重制版。

## 开发与发行
2022年8月15日，THQ Nordic宣布预定于Microsoft Windows、PlayStation 5和Xbox Series X/S平台上发行重制版《鬼屋魔影》三部曲。Pieces Interactive宣布为了提升游戏品质而将发行时间延迟至2024年1月16日,但後來又延到2024年3月20日

## 外部連結
- 官方网站